# 西台吉乃尔湖
西台吉乃尔湖是一个位于中国青海省海西蒙古族藏族自治州大柴旦行政委员会西南部的一个湖泊。湖名系汉语、蒙古语混合称谓，意为“西边的太子湖”。
湖泊属于内陆盐湖，面积、水深、矿化度随季节和丰枯水年份而有所变化。在湖面海拔2679.00米时，湖长18.6千米，最大宽13千米，平均宽6.77千米，湖面面积126平方千米，蓄水量3.73亿立方米。湖区属于柴达木荒漠地区，气候极度干旱寒冷，沿岸无常住居民定居点。湖水主要依靠台吉乃尔河补给。
西台吉乃尔湖与东台吉乃尔湖相距约35千米，两湖原为一湖，后因气候变化、水位下降而分离形成西北-东南带状盐湖沼泽湿地，两湖与台吉乃尔河下游构成一个巨大的三角形盐沼地带，长有芦苇、优若藜等耐盐碱植物。湖区富钾、硼、镁、石盐资源。